# Mini mum
Mini mum – gatunek płaza bezogonowego z podrodziny Cophylinae w obrębie rodziny wąskopyskowatych (Microhylidae). Występuje endemicznie w ściółce nizinnych lasów w Manombo w południowo-wschodniej części Madagaskaru; przedstawiciele tego gatunku mają ok. 9,7–11,3 mm długości w zależności od płci.